# Pyrocephalus dubius
A Pyrocephalus dubius a madarak (Aves) osztályának verébalakúak (Passeriformes) rendjébe a királygébicsfélék (Tyrannidae) családjába tartozó kihalt faj.

## Neve és rendszertani besorolása
Ezt a madarat 1835-ben, Charles Darwin angol természettudós fedezte fel, de csak 1839-ben, John Gould angol ornitológus írta le, illetve nevezte meg; még akkor Pyrocephalus dubius néven és önállófajként. 1890-ben, Robert Ridgway amerikai ornitológus átnevezte Pyrocephalus minimus-ra. Később a rubinfejű tirannusz (Pyrocephalus rubinus) alfajának vélték, és megkapta a Pyrocephalus rubinus dubius nevet. 2016-ban, újabb kutatások következtében, ennek a madárnak visszaadták az önálló faji mivoltát és az eredeti nevét. A Nemzetközi Madarászok Egyesülete (International Ornithologists' Union) elfogadja ezt a döntést, viszont mások még mindig alfajnak vélik.

## Előfordulása
A Pyrocephalus dubius előfordulási területe Galápagos-szigetekhez tartozó San Cristóbal-szigeten volt. Ennek a szigetk volt az endemikus madara.

## Megjelenése
A madár fej-testhossza 10,8-11 centiméter. A hím fejteteje fényesen élénk vörös színű; a torka is vörös, a begye jóval élénkebb, míg a hasi része majdnem elhalványul. A pofája a vörösből a fehérbe tér át. A fültájék és a háti rész általában sötétbarnák.

## Életmódja
1929-ben még gyakorinak számított a San Cristóbal-szigeten. Rovarevő madár volt. A táplálékául szolgáló rovarok kizárólag endemikus növényekkel táplálkoztak, de miután az európaiak számos invazív növényfajt betelepítettek a Galápagos-szigetekre, az őshonos növények területe összehúzódott vagy megszűnt, ennélfogva a velük táplálkozó rovarok is, valamint a rovarokkal táplálkozó Pyrocephalus dubiusok. Az 1980-as évekre igen ritka lett; 1987-ben látták utoljára. Az 1998-as felkutatása nem járt sikerrel. A táplálékhiány mellett, kihalásához hozzájárulhatott a baromfihimlő (Avipoxvirus) és a madár malária (Plasmodium relictum). 2016 júniusában kihaltnak nyilvánították a Pyrocephalus dubius nevű madarat.

## Fordítás
- Ez a szócikk részben vagy egészben  a   San Cristóbal flycatcher című angol Wikipédia-szócikk ezen változatának fordításán alapul.  Az eredeti cikk szerkesztőit annak laptörténete sorolja fel. Ez a jelzés csupán a megfogalmazás eredetét és a szerzői jogokat jelzi, nem szolgál a cikkben szereplő információk forrásmegjelöléseként.